# Трусиловский сельсовет
Труси́ловский сельсовет — упразднённые административно-территориальная единица и муниципальное образование со статусом сельского поселения в составе Шумихинского района Курганской области в связи с преобразованием района в Шумихинский муниципальный округ.
Административный центр — село Трусилово.

## История
В соответствии с Законом Курганской области от 6 июля 2004 года № 419 сельсовет наделён статусом сельского поселения.

## Население
| 1989 | 2002 | 2010 | 2012 | 2013 | 2014 | 2015 |
| ---- | ---- | ---- | ---- | ---- | ---- | ---- |
| 1010 | ↘912 | ↘607 | ↘589 | ↘555 | ↘553 | ↘546 |
| 2016 | 2017 | 2018 | 2019 | 2020 |      |      |
| ↘540 | ↘522 | ↗524 | ↗528 | ↘508 |      |      |

## Состав сельского поселения
| № | Населённый пункт | Тип населённого пункта       | Население |
| - | ---------------- | ---------------------------- | --------- |
| 1 | Лесная           | деревня                      | ↗86       |
| 2 | Петухи           | село                         | ↘163      |
| 3 | Трусилово        | село, административный центр | ↘358      |